# Київський торт
Ки́ївський торт — кондитерський виріб, продукція Київської кондитерської фабрики. За свою семидесятирічну історію став одним із символів Києва та сувенірним подарунком.

## Опис
Торт складається з двох білково-збивних коржів з прошарками масляно-вершкового крему. Поверхню торта прикрашено різними кремами, бокову поверхню обсипано горіховою крихтою.
Дизайн пакування — на круглій коробці зображені зелена гілка каштана і два веселі каштанчики.

## Історія

Дизайн коробки київського торта

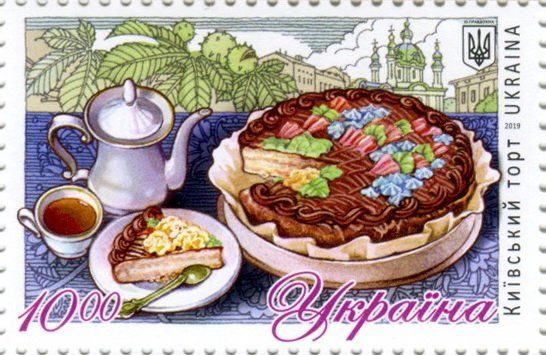
Марка «Київський торт», 17 травня 2019 року

Різні версії, як і чому з'явився рецепт.
1. Одного разу кондитери забули покласти в холодильну камеру партію яєчного білка, призначеного для бісквіта. Наступного ранку начальник бісквітного цеху Костянтин Микитович Петренко за допомогою 17-річної помічниці кондитера Надії Чорногор, щоб приховати помилку колег, на свій страх і ризик переклав застиглі білкові коржі масляним кремом, посипав ванільною пудрою, прикрасив поверхню квітковим орнаментом. Так з'явився попередник торта, якому було призначено на довгі десятиліття стати візитівкою Києва.
2. У цій версії головною авторкою рецепта стає та сама юна Надія Чорногор. Кажуть, дівчина мріяла навчатися у медінституті, але у 1956 році завалила іспити. Тож вирішила спробувати знову наступного року, а поки пішла працювати на відому фабрику учнем. Спочатку «розписувала» торти, а вже через пів року відчула в собі обдарованого кондитера і винайшла рецепт «Київського торта». Проте кондитерське визнання Надія отримала лише через 20 років на республіканському конкурсі, де вона посіла перше місце. Існує навіть версія, нібито до самої пенсії Чорногор дегустувала на фабриці кожну партію «Київських».
3. Радянський Союз у ті роки активно підтримував Індію. Та розраховувалася товарами. Так, у 1956 році СРСР отримав величезну партію горіхів кеш'ю. Партія доручила кондитерам країни створити десерт з використанням цих горіхів. І найкраще впоралася з завданням київська фабрика імені Карла Маркса. Ось про що розповідають на фабриці: «Автором рецептури і технології виробництва торта „Київського“ є Петренко Костянтин Микитович. Був такий у нас начальник бісквітного цеху, він свого часу працював ще майстром. Рецептура і технологія були розроблені в 1956 році. Створенню торта передували експерименти протягом декількох років зі старовинними, вишуканими рецептурами, адже саме по собі на рівному місці нічого не з'являється».
4. Існує і офіційна версія, згідно з якою торт з'явився в тому ж 1956-му в результаті наполегливих експериментів. Але лише у 1973 році кондитери фабрики імені Карла Маркса Ганна Курило й Галина Фастовець-Калиновська отримали авторське свідоцтво Ради Міністрів УРСР у справах винаходів та відкриттів.
Рецептура «Київського торта» з часом зазнавала змін: у 1970-х роках кондитери удосконалили процес приготування білково-горіхової суміші, потім в коржі почали додавати фундук, експериментувати з арахісом і кеш'ю. Однак ці дорогі горіхи підвищували собівартість торта, тому на фабриці повернулися до фундука.

## Цікаві факти
- «Київський торт» був одним з подарунків від Української РСР Л. І. Брежнєву на 70-річчя. Триярусний витвір кулінарного мистецтва складався з 70 коржів і важив понад п'ять кілограмів. Кажуть, генсекові подарунок настільки припав до смаку, що він вимагав від своїх кухарів повторити шедевр. Докладний оригінальний рецепт на Київській фабриці і досі тримають у таємниці[5].
- 8 грудня 2020 року бронзова мініскульптура «Київський торт» з'явилася в Києві на фасаді фабрики Roshen (проспект Науки, 1) в рамках проєкту «Шукай!». Скульптор Дар'я Вовк. Прикмета скульптурки — «Потреш мене — і завжди будеш струнким»[4][6].